# Adrian Newey
Adrian Newey (născut 26 decembrie 1958) este un inginer britanic de Formula 1. În prezent, este Ofițer Tehnic Șef al echipei Red Bull Racing.
Considerat unul dintre cei mai buni ingineri din Formula 1, designurile lui Newey au câștigat numeroase titluri și peste 150 de Mari Premii. Cu zece Campionate la Constructori, el a câștigat mai mult decât oricare alt designer și este singurul proiectant care a câștigat titluri de constructori cu trei echipe diferite de Formula 1, în timp ce șase șoferi diferiți au câștigat Campionatul la Piloți conducând modelele lui Newey.
1. ↑   https://formula.brumnh.com.br/quem-e-adrian-newey-almanaque-formula-brumnh/ Lipsește sau este vid: |title= (ajutor)
2. ↑   https://terceirotempo.uol.com.br/que-fim-levou/adrian-newey-5700 Lipsește sau este vid: |title= (ajutor)
3. ↑  Adrian Newey, Česko-Slovenská filmová databáze
4. ↑   https://boletimdopaddock.com.br/happy-birthday-adrian-newey/14412 Lipsește sau este vid: |title= (ajutor)
5. ↑   https://sportscardigest.com/adrian-newey/ Lipsește sau este vid: |title= (ajutor)
6. ↑  Czech National Authority Database, accesat în 1 martie 2022
7. ↑   https://www.royalautomobileclub.co.uk/motoring/trophies-and-awards/the-segrave-trophy/adrian-newey-obe/ Lipsește sau este vid: |title= (ajutor)